# Campeonato Mundial de Remo de 1962
El I Campeonato Mundial de Remo se celebró en Lucerna (Suiza) en 1962 bajo la organización de la Federación Internacional de Sociedades de Remo (FISA) y la Federación Suiza de Remo.
Las competiciones se realizaron en el canal de remo del lago Rotsee, ubicado al norte de la ciudad helvética.

## Medallistas

### Masculino
| Evento                 | Oro | Plata | Bronce |
| ---------------------- | --- | --- | --- |
| Scull individual M1X   | Viacheslav Ivanov URSS | Stuart MacKenzie Reino Unido | Seymour Cromwell Estados Unidos |
| Doble scull M2X        | René Duhamel Bernard Monnereau Francia | Boris Dubrovski Oleg Tiurin URSS | Jost Krause-Wichmann Josef Steffes-Mies RFA |
| Dos sin timonel M2-    | Dieter Bender Günther Zumkeller RFA | Valentin Boreiko Oleg Golovanov URSS | Hugo Waser · Adolf Waser · Suiza · |
| Dos con timonel M2+    | Wolfgang Neuß Klaus-Günter Jordan Frank Steinhäuser (t) RFA                                                                                               | Ionel Petrov Carol Vereș Oprea Păunescu (t) Rumania | Vladimir Smirnov Valeri Polkovski Igor Rudakov (t) URSS |
| Cuatro sin timonel M4- | Gerd Wolter Dagobert Thometschek Peter Paustian Christian Prey RFA                                                                                        | André Fevret Roger Chatelain Philippe Malivoir Jean-Pierre Drivet Francia                                                                                             | Dietrich Losert · Dietrich Ebner · Horst Kuttelwascher · Helmut Kuttelwascher · Austria ·                                                                   |
| Cuatro con timonel M4+ | Bernd-Jürgen Marschner Peter Neusel Bernhard Britting Manfred Ross Jürgen Oelke (t) RFA                                                                   | Jean Ledoux Émile Clerc André Sloth Pierre Maddaloni Alain Bouffard (t) Francia                                                                                       | Boris Fiodorov Yuri Suslin Yuri Tiukalov Anatoli Fiodorov Igor Rudakov (t) URSS                                                                             |
| Ocho con timonel M8+   | Horst Meyer Jürgen Plagemann Klaus Aeffke Klaus Behrens Hans-Jürgen Wallbrecht Karl-Heinrich von Groddeck Ingo Kliefoth Bernd Kruse Thomas Ahrens (t) RFA | Ričardas Vaitkevičius Antanas Bagdonavičius Zigmas Jukna Viktor Semionov Vytautas Briedis Petras Karla Yaroslav Cherstvy Juozas Jagelavičius Yuri Lorentsson (t) URSS | Christian Puibaraud Jean-Pierre Bellet Jacques Morel Joseph Moroni Georges Morel Robert Dumontois Bernard Meynadier Michel Viaud Alain Bouffard (t) Francia |

## Medallero
| Núm. | País           | Oro | Plata | Bronce | Total |
| ---- | -------------- | --- | ----- | ------ | ----- |
| 1    | RFA            | 5   | 0     | 1      | 6     |
| 2    | URSS           | 1   | 3     | 2      | 6     |
| 3    | Francia        | 1   | 2     | 1      | 4     |
| 4    | Reino Unido    | 0   | 1     | 0      | 1     |
| 4    | Rumania        | 0   | 1     | 0      | 1     |
| 6    | Austria        | 0   | 0     | 1      | 1     |
| 6    | Estados Unidos | 0   | 0     | 1      | 1     |
| 6    | Suiza          | 0   | 0     | 1      | 1     |
|      | TOTAL          | 7   | 7     | 7      | 21    |